# Coquelles
Coquelles (nizozemsky Kalkwelle) je obec na samém severu Francie v departementu Pas-de-Calais v regionu Hauts-de-France v těsné blízkosti města Calais. Nachází se dva kilometry od pobřeží Calaiské úžiny. Je zde situováno francouzské vyústění Eurotunelu a také jeho terminál. Obec má přibližně 2 600 obyvatel.